# Cabinet Lubbers I
Pour les articles homonymes, voir Cabinet Lubbers.
 (septembre 2023).
Si vous disposez d'ouvrages ou d'articles de référence ou si vous connaissez des sites web de qualité traitant du thème abordé ici, merci de compléter l'article en donnant les références utiles à sa vérifiabilité et en les liant à la section « Notes et références ».
Royaume des Pays-Bas
Van Agt III Lubbers II
Le cabinet Lubbers I (en néerlandais : Kabinet-Lubbers I) est le gouvernement du Royaume des Pays-Bas entre le 4 novembre 1982 et le 14 juillet 1986, durant la vingt-septième législature de la Seconde Chambre des États généraux.

## Coalition et historique
Dirigé par le nouveau Premier ministre chrétien-démocrate Ruud Lubbers, ce gouvernement est constitué et soutenu par une coalition de centre droit entre l'Appel chrétien-démocrate (CDA) et le Parti populaire libéral et démocrate (VVD). Ensemble, ils disposent de 81 représentants sur 150, soit 54 % des sièges de la Seconde Chambre des États généraux. Cependant, le Parti travailliste (PvdA) remporte l'élection mais échoue à la formation d'une coalition.
Le cabinet est formé à la suite des élections législatives anticipées du 8 septembre 1982.
Il succède donc au troisième gouvernement du chrétien-démocrate Dries van Agt, constitué et soutenu par le CDA et les Démocrates 66 (D'66). Après le départ le 12 mai 1982 du PvdA de la coalition gouvernementale formée avec les chrétiens-démocrates et les sociaux-libéraux, un cabinet provisoire a été mis en place avec les deux formations restantes pour organiser les élections anticipées.

### Formation
Au cours de ce scrutin, les travaillistes redeviennent la première force politique du Royaume, tandis que les libéraux enregistrent une forte progression. Conséquence du résultat mitigé du CDA, Van Agt se retire et cède sa place à Lubbers, ancien ministre des Affaires économiques. Après que le VVD, puis l'Appel chrétien-démocrate, ont refusé de collaborer avec le PvdA, les deux premiers trouvent un accord en vue de constituer une majorité parlementaire.

### Succession
Lors des élections législatives anticipées du 21 mai 1986, la majorité est maintenue avec le même nombre de sièges, mais l'écart entre les partis la constituant augmente considérablement. Le CDA en tête reconduit cependant son alliance avec le VVD, formant le cabinet Lubbers II.

## Composition
| Poste                                                                                  | Titulaire | Titulaire | Parti |
| -------------------------------------------------------------------------------------- | --------- | --- | ----- |
| Premier ministre Ministre des Affaires générales                                       |           | Ruud Lubbers                                                                                                 | CDA   |
| Vice-Premier ministre Ministre des Affaires économiques                                |           | Gijs van Aardenne                                                                                            | VVD   |
| Ministre des Affaires étrangères                                                       |           | Hans van den Broek                                                                                           | CDA   |
| Ministre de la Coopération pour le développement                                       |           | Eegje Schoo                                                                                                  | CDA   |
| Ministre de la Justice                                                                 |           | Frits Korthals Altes                                                                                         | VVD   |
| Ministre des Affaires intérieures                                                      |           | Koos Rietkerk (jusqu'au 20/02/1986) Intérim de Frits Korthals Altes Rudolf de Korte (à partir du 12/03/1986) | VVD   |
| Ministre de l'Éducation et de la Science                                               |           | Wim Deetman                                                                                                  | CDA   |
| Ministre des Finances                                                                  |           | Onno Ruding                                                                                                  | CDA   |
| Ministre de la Défense                                                                 |           | Job de Ruiter                                                                                                | CDA   |
| Ministre du Logement, de l'Aménagement du territoire et de l'Environnement             |           | Pieter Winsemius                                                                                             | VVD   |
| Ministre des Transports et des Eaux                                                    |           | Neelie Kroes                                                                                                 | VVD   |
| Ministre de l'Agriculture et de la Pêche                                               |           | Gerrit Braks                                                                                                 | CDA   |
| Ministre des Affaires sociales et de l'Emploi Ministre pour les Antilles néerlandaises |           | Jan de Koning                                                                                                | CDA   |
| Ministre du Bien-être, de la Santé et de la Culture                                    |           | Elco Brinkman                                                                                                | CDA   |